# Кучмій Микола Васильович
Микола Васильович Кучмій (нар. 19 грудня 1946, с. Васильківці, Українці) — український учитель, краєзнавець, літератор, бард, самодіяльний художник, громадський діяч. Відмінник народної освіти УРСР (1985). Депутат Гусятинської районної ради (1990, 2002). Член Народного руху України (1990—1992), Конгресу українських націоналістів (1994—2004).

## Життєпис
Микола Кучмій — провінційний літератор, краєзнавець, митець. М. В. Кучмій народився 19 грудня 1946 року у селі Васильківцях, що на Тернопіллі (західна частина України) в родині службовця залізниці. Навчався у школах м. Хоросткова, Копичинців та у Васильківцях, де і закінчив восьмирічку у 1962 році. Не склав іспити у Львівське училище прикладного мистецтва ім. І.Труша, і того ж 1962р почав навчатися на механічному відділені Львівського технікуму легкої промисловості. По закінченні технікуму в грудні 1966 р. був призваний до Радянської Армії 7 січня 1967 р. служив на Далекому Сході до грудня 1969 року. Наступного року вступив на історичний факультет Львівського університету, захистив диплом на кафедрі історії південних і західних слов'ян на тему: «Історіографія Гуситських війн», весною 1976 року працював вчителем історії в Гадинківцях на Гусятинщині (1970—1973), Крогульцях (1973—1998) старший вчитель та «Відмінник народної освіти УРСР».
М.Кучмій був сільським головою у рідному селі у 1998—2002рр, редактором та кореспондентом районної газети «Вісник Надзбруччя» у 2004—2010 рр. М. В. Кучмій одружений з 1973 р. У них з дружиною Стефанією троє дітей — Микола (1973), Юрій (1975) та Уляна (1980), пятеро онуків — Віталій, Володимир, Остап, Софія та Андрій.
М.Кучмій брав активну участь в політичному житті початку 90-х. Був членом НРУ (1990—1992), головою КУНУ у районі (1993—1995), його членом аж до січня 2005 р. Балотувався у народні депутати України весною 1994 року. Активний учасник двох Майданів.
Почав писати вірші ще у далекому 1963 року у двох тематичних зошитах під назвою «Біле і чорне» та «Пори року». В армії свою поезію згрупував в окремому зошиті «Листи», а з 1986 року почав збірку «Кредо» з такою назвою у видавництві «Лілея» м. Тернопіль, побачила світ у 2001р його перша поетична книга, у чотирьох збірках — «Біле і чорне», «Пори року», «Листи» та «Кредо». Перед тим у 2000р автор заявив про себе як краєзнавець з нарисом про історію рідного села «На зламі віків» перевидану і доповнену у 2010 році. У 2011р ним була видана книга творів «Час облав», де автор помістив нові поетичні збірки «Дорога», «Філософія римою», «Портрети», «Сонети» та «Пісні». Поет ще на рубежі 80-90х років почав пробувати себе як бард. Він є автором майже 70 пісень що побачили світ друком у книзі «Час облав» та «Вільний птах».
Під час роботи в районівці М.Кучмій попробував себе як публіцист. Його публіцистичні твори вийшли у книгах «Час облав» та «Вільний птах». М.Кучмій у 2010 році видав книгу спогадів Т.Волошина громадсько-політичного діяча, уродженця с. Крогулець, що був на еміграції у Канаді. У 2012р побачив світ історичний нарис про провідника ОУН на Гусятинщині М.Оренчука під назвою «Легендарний провідник» та мемуарний збірник «Життєвими стежками»(2012) про однокласників. У 2021р видавництвом «Тернограф» було здійснено випуск вибраних творів М. В. Кучмія «Вільний птах», назву яким дала остання поетична збірка автора. В книзі є прозові твори — повісті, оповідання та остання публіцистика. Більшість книг М.Кучмія здійснено при допомозі місцевих меценатів — подружжя І.Гути та К.Гути.
Колись у юності М.Кучмій мріяв стати художником, тож живопис став його захопленням у вільний від роботи час за період з 2002 по 2023р художник-аматор написав біля 300 живописних творів.
Нині вже пенсіонер, поет, прозаїк, публіцист, краєзнавець, бард та художник-аматор проживає у рідному селі Васильківцях Чортківського району.

## Родина
Одружений — дружина Стефанія, діти — Микола, Юрій, Уляна, онуки — Віталій, Володимир, Остап, Софія та Андрій.

## Доробок
Автор:
- 65 пісень;

- збірок поезій «Кредо» (2001), «Біле і чорне», «Пори року», «Листи», «Дорога», «Філософія римою», «Вільний птах»;
- повістей «Час облав» (2007, 2011), «Інтерв'ю» (2009), «Свої люди» (2010);
- збірки оповідань «Анатомія зради», памфлетів «Портрети»;
- краєзнавчого нарису про родинне село «На зламі віків» (2000[1], 2010)[2][3];
- більше 100 памфлетів, нарисів, інтерв'ю, перекладів та інших газетних публікацій.

Зібрав у селах Гусятинщини й опублікував у районному часописі низку краєзнавчих матеріалів.
Створив більше 300 живописних полотен.